# Шурвайка
Шурва́йка (Шурванка; рос. Шурвайка) — річка в Удмуртії, Росія, ліва притока річки Люк. Протікає територією Зав'яловського району.
Річка починається за 2 км на захід від села Азіно, на кордоні з Увинським районом. Протікає спочатку на північний схід, потім плавно повертає на південний схід. Впадає до Люка між селами Люк та Новий Сентег. Береги заліснені та заболочені. У верхній течії створено ставок. Приймає багато дрібних приток.
Над річкою не розташовано населених пунктів, хоча на одній з правих приток знаходиться село Азіно.